# 서울 야화
"서울 야화"는 1969년 공개된 대한민국의 영화이다.

## 배역
- 신영균
- 문희
- 신성아
- 박암
- 사미자
- 김순철
- 유제천
- 김승남
- 문태선
- 강철원
- 김경란
- 김지영
- 박예숙
- 문미봉
- 석인수